# Lomié
Lomié est une commune du Cameroun située dans la région de l'Est et le département du Haut-Nyong, à 380 km de Yaoundé et à 310 km de Bertoua.

## Population
Lors du recensement de 2005, la commune comptait 18 952 habitants, dont 4 266 pour Lomié Ville.

## Structure administrative de la commune
Outre Lomié proprement dit, la commune comprend les localités suivantes :
- Abakoum
- Abiere
- Achip
- Adjela
- Alat Maka
- Azem
- Bapile
- Biba
- Bingongol
- Djebe
- Djenou
- Djoamenodjoh
- Djoandila
- Djolempoum
- Djouloussou
- Doumzok
- Ekom
- Eschiambor
- Kassarafam
- Kongo
- Mang-Kako
- Mang-Nzime
- Mansa
- Mayang
- Medjuh
- Meka
- Melene
- Mempale
- Messassea
- Meyebot
- Mingongo
- Mintoum
- Moanguele Bosquet
- Mpane
- Mpane Kobera
- Mpaneditiep
- Nemeyong
- Nemeyong II
- Nemeyong III
- Ngola (Lomié)
- Ngoulmakong
- Nolien
- Nomedjoh (village Baka)
- Ntam
- Ntam II
- Pana
- Pohepoum
- Sembe
- Serre
- Zoulabot I

## Économie
Alors que précédemment l'emploi venait de l'industrie forestière, actuellement la ville est proche d'un projet important d'extraction de cobalt et zinc. La compagnie minière GEOVIC utilise comme base Lomié. Elle a un certain nombre de bâtiments historiques intéressants, datant de l'époque allemande et française. Parmi ces bâtiments on remarque la maison de l'administrateur civil principal, une prison, un palais de justice et un bureau de poste. 
La localité dispose d'une centrale électrique isolée exploitée par Enéo d'une capacité installée de 837 kW construite en 1991.
Le bois est toujours le premier employeur de la ville.